# Амазонка в горах
«Амазонка в горах» —  картина русского художника Василия Кандинского, написанная в 1918 году и хранящаяся в Русском музее в Санкт-Петербурге, Россия.

## Описание
«Амазонка в горах», «Амазонка с голубыми львами», «Белое облако» и «Золотое облако» — это работы, написанные маслом на обратной стороне стекла. Они выполнены в стиле, который восходит к традициям старонемецкой народной живописи из Баварии. Этот стиль Кандинский открыл для себя в конце 1900-х годов в Мурнау-ам-Штаффельзе и вернулся к нему в конце 1910-х. Его абстрактные картины становились более «геометрическими»: сказывалось влияние русского авангардизма первых советских лет.
Эти картины посвящены сказочно-светским темам и отличаются наивной повествовательностью. В них свободно нарушаются реальные масштабы и перспектива, а фигуры и предметы ярко раскрашены. Фольклорные мотивы выражены очень сильно. На полотне женщина сидит на белом коне в зеленоватом платье, а фон более тёмный, и непонятно, то ли день пасмурный, то ли ночь при лунном свете. «Амазонка в горах» напоминает иллюстрации к страшным сказкам в духе работ союза «В. и С.» для повести «Красная рука, чёрная простыня, зелёные пальцы» Эдуарда Успенского. В ней определённо чувствуется сила, но непостижимая и потусторонняя.